# Kobata Minoru
Kobata Minoru (Szaitama, 1946. november 24. –) japán válogatott labdarúgó.

## Nemzeti válogatott
A japán válogatottban 13 mérkőzést játszott.

## Statisztika
| Japán válogatott | Japán válogatott | Japán válogatott |
| Időszak          | Mérk.            | gól              |
| ---------------- | ---------------- | ---------------- |
| 1970             | 11               | 0                |
| 1971             | 0                | 0                |
| 1972             | 0                | 0                |
| 1973             | 2                | 0                |
| Összesen         | 13               | 0                |